# Klemenčevo
Klemenčevo este o localitate din comuna Kamnik, Slovenia, cu o populație de 14 locuitori.